# Pseudoarcyptera
Pseudoarcyptera is een geslacht van rechtvleugeligen uit de familie veldsprinkhanen (Acrididae). De wetenschappelijke naam van dit geslacht is voor het eerst geldig gepubliceerd in 1909 door Bolívar.

## Soorten
Het geslacht Pseudoarcyptera omvat de volgende soorten:
- Pseudoarcyptera bechuana Uvarov, 1929
- Pseudoarcyptera bolivari Uvarov, 1953
- Pseudoarcyptera carvalhoi Bolívar, 1890
- Pseudoarcyptera cephalica Bolívar, 1914